# 本山友理
本山 友理（もとやま ゆり、1988年4月3日 - ）は、日本のフリーアナウンサー、リポーター、カウンセラー、株式会社ライムライト所属。長崎県長崎市出身。

## 略歴
- 中村学園女子高等学校、法政大学卒業。
- 中学時代からソフトテニスを始め、高校時代は全国大会で団体5位となる。
- 大学時代もソフトテニス部に所属。ポジションは前衛。
- 2008年からオスカープロモーションに所属。2012年に退所。

- 銀座FMラジオ「ソラトニワ銀座」のパーソナリティになったことをきっかけにフリーアナウンサーに転向。

- 2016年キャスター事務所ライムライトに所属。2019年3月退所。

2019年3月いっぱいで所属事務所のライムライトを退所し、同年4月1日付で日本財団パラリンピックサポートセンターの広報ウェブ担当になることを公表した。
・2020年キャスター事務所ライムライトに再所属。

## 人物
祖父が1945年の長崎原爆の被爆者で、幼い頃から戦争体験を聞いて育つ。
兄の影響で小学1年生からソフトボールを始め、市大会での優勝などを経験。同じ小学校の出身者にさだまさし、原田知世がいる。
上級生からのいじめがきっかけとなり、私立の長崎精道中学校に進学しソフトテニス競技に出会う。
ソフトテニスにのめり込み、長崎県大会で個人ベスト16。その後、福岡中村学園女子高等学校に進学しソフトテニス部の主将となる。
部の親善試合で海外に行くようになり「自分の目で見ないと分からないことはたくさんある。」と、メディアでの仕事を志すようになった。
大学卒業年の2011年3月に起きた東日本大震災の復興支援で、同年12月から宮城県石巻市に通うようになる。2013年、復興支援の仲間からパラリンピックの正式種目であるボッチャの選手を紹介される。世界で活躍する選手すら自費で海外遠征に行っている現状を知り、役に立ちたいと考えるようになる。
その後、車いすバスケットボールの広報サポート、ブラインドサッカーの支援ボランティアを積極的に行う。

## 出演

### テレビ番組
- いきいき越谷（テレビ埼玉） - リポーター
- 埼玉全力アスリート（J:COM） - リポーター
- 魅つけて!川口・戸田（J:COM） - リポーター
- 見て!聞いて!得する!う・ら・ら（ケーブルテレビ） - リポーター
- てんこもり情報局 西多摩マルかじり（TCN） - リポーター
- 江東ワイドスクエア（東京ベイネットワーク） - リポーター

### Web
- TIME LINE-ナビゲーター
- ソラトニワ銀座　『S × G BOX SPORTS』メインパーソナリティー
- DHCテレビ　サプリのみかた　プレゼンター

## 執筆

### 雑誌連載
- ソフトテニスマガジン すすめ！大学ブカツ（ベースボール・マガジン社）